# Tekeháza
Tekeháza (Tekove) település Ukrajnában, a Beregszászi járásban.

## Fekvése
Nagyszőlőstől keletre, a Tisza bal partján fekvő település.

## Nevének eredete
Neve személynévi eredetű. Nevének első tagja valószínű a török Teke személynévből ered, magyar jelentése=kecskebak. Nevének második tagja Egykori névadójának lakóhelyére utal:Teke-háza.

## Története
Nevét 1372-ben említették először az oklevelek. Tekeháza ekkor a nyalábi uradalomhoz tartozott. Egykori lakói a királyházi Nyaláb-vára szolgálatában álltak.
Az 1891-es népszámláláskor 1053 magyar és rutén lakosa volt.
A település a trianoni békeszerződés előtt Ugocsa vármegye Tiszántúli járásához tartozott.
Az 1910-es népszámláláskor 1182 lakosa volt, ebből 824 magyar, 349 ruszin, melyből 561 görögkatolikus, 468 református, 107 izraelita volt.

## Népesség
A mai Tekeháza ukrán-magyar-ruszin vegyes lakosságú. A 2001-es népszámlálási adatok szerint 1546 lakosa volt, ebből 418 vallotta magát magyarnak.

## Közlekedés
A települést érinti a Nagyvárad–Székelyhíd–Érmihályfalva–Nagykároly–Szatmárnémeti–Halmi–Királyháza-vasútvonal.

## Nevezetességek
- Református temploma - az 1700-as években épült.
- Görögkatolikus temploma 1797-ben épült a régi 1775-ben épült fatemplom helyett. Szent Péter és Pál tiszteletére szentelték fel.

## Híres szülöttei
- Bukovszky György tanár, orvos - Magyarország első fertőtlenítő szakembere itt született Tekeházán.
- Huszár Irén ref. tanítónő. szül: 1898. Tekeháza. Tanulmányait Szatmárnémetiben végezte. Nagypaládon 17 év óta működik, mint ref. tanítónő. A PREMKE titkára volt, a Leányegyesület keretén belül számos magyarnyelvű előadást tartott.[2]
- Kócsi Dániel, sz.: Tekeháza 1860., 1880-ban beiratkozott a budapesti református teológiára, 1884–1886 között az Edinburghi Egyetem hallgatója, Th (theológus), gazdálkodó.[2]
- Kócsi Péter, sz.: Tekeháza 1866., az 1888/89-es tanévben a Sárospataki Ref. Teológiai Akadémia 4. éves teológus hallgatója.[2]
- Kovács Béla, sz.: Tekeháza 1885., az 1903/04-es tanévben a Sárospataki Ref. Teológiai Akadémia 1. éves teológus hallgatója.[2]